# 578
| [ Edytuj tabelę ]          |                                                       |
| Król Bernicji              | - 572 Teodoryk 579                                    |
| Cesarz Bizancjum           | - 565 Justyn II 578 - 578 Tyberiusz II Konstantyn 582 |
| Król Essexu                | - 527 Aescwine 587                                    |
| Król Franków               | - 561 Guntram I 592                                   |
| Król Franków w Austrazji   | - 570 Childebert II 595                               |
| Król Franków w Neustrii    | - 567 Chilperyk I 584                                 |
| Cesarz Japonii             | - 572 Bidatsu 585                                     |
| Król Kentu                 | - 560 Ethelbert I 616                                 |
| Patriarcha Konstantynopola | - 577 Eutychiusz 582                                  |
| Władca Korei               | - 559 P’yŏngwŏn 590                                   |
| Król Longobardów           | - 572 Klef 584                                        |
| Papież                     | - 575 Benedykt I 579                                  |
| Król Persji                | - 531 Chosrow I 579                                   |
| Król Wessexu               | - 560 Ceawlin 592                                     |
| Król Wizygotów             | - 568 Leowigild 586                                   |

Rok 578 / DLXXVIII
stulecia: V wiek ~
VI wiek ~
VII wiek

lata: 568 «
573 «
574 «
575 «
576 «
577 «
578
» 579
» 580
» 581
» 582
» 583
» 588

## Wydarzenia
- Europa
  - początek najazdu awarsko-słowiańskiego na Tessalię, Peloponez, Kretę i wyspy na Morzu Egejskim (trwał do 581)

## Zmarli
- 5 października - Justyn II, cesarz bizantyjski w latach 565-578